# Gustaf Eriksson (journalist)
Gustaf Eriksson, född 1789, död 1865, var en svensk läkare och publicist.
Eriksson blev medicine doktor i Uppsala 1817, stadsfysikus i Norrköping 1824 och erhöll professors titel samma år. Han ägnade sig 1832-1838 åt boktryckarverksamhet i Mariefred, och var därefter stadsläkare i Norrköping till 1855. Eriksson, vars politiska åsikt var strängt konservativ, redigerade 1845-1846 Östgötapatrioten och framlade i den anonyma Idéer i allmän politik (1844) ett originellt förslag till tudelad representation i frälse och ofrälse. Eriksson var också en flitig översättare, bland annat av Gotthold Ephraim Lessing och Johann Wolfgang von Goethe.

## Översättningar
- Jeanne-Louise-Henriette Campan: Anteckningar rörande drottning Marie Antoinettes af Frankrike och Navarra enskilda lefnad (Mémoires sur la vie de Marie-Antoinette ...) (översättning Gustaf Ericsson, Catharina Sophia Lagberg, Johan Gabriel Collin, Mariefred, 1825)
- Gotthold Ephraim Lessing: Emilia Galotti (Mariefred, 1825)
- Johann Wolfgang von Goethe: J.W. v. Goethés Theater (Collin, 1826) [Innehåll: Stor-Cophta ; Egmont]
- Narcisse Achille Salvandy: Don Alonso eller Spanien: en berättelse ur den närvarande tiden (Mariefred, 1826-1828)
- Walter Scott: Abboten (Mariefred, 1826-1827)
- Carl Heinrich Dzondi: En ny och säker curmethod för den veneriska sjukdomen i alla dess former (Neue zuverlässige Heilart der Lustseuche in allen ihren Formen) (Mariefred, 1827)
- Walter Scott: Nigels äfventyr (Mariefred, 1827)
- Karl Wilhelm Ferdinand von Funck: Taflor ur korstågens tidehvarf (Gemälde aus dem Zeitalter der Kreuzzüge) (Collin, 1827-1829)
- Jean Paul: Titan (Mariefred, 1827-1829)
- Walter Scott: Canongatans krönika (Norrköping, 1828-1829)
- August Neander: Den christna religionens och kyrkans allmänna historia (Mariefred, 1828-1829)
- Walter Scott: Canongatans krönika, andra afdelningen: Den sköna mön i Perth (Norrköping, 1829)
- Franz Kottenkamp: De första nybyggarne i Nordamerikanska Vestern (Die ersten Amerikaner im Westen) (Lindh, 1857)